# Kong Fanyu
Kong Fanyu (6 juni 1993) is een Chinese freestyleskiester. Ze vertegenwoordigde haar vaderland op de Olympische Winterspelen 2018 in Pyeongchang.

## Carrière
Bij haar wereldbekerdebuut, in december 2010 in Beida Lake, eindigde Kong op de tiende plaats. Op de wereldkampioenschappen freestyleskiën 2011 in Deer Valley eindigde de Chinese als vijfde op het onderdeel aerials. In februari 2011 stond ze in Minsk voor de eerste maal in haar carrière op het podium van een wereldbekerwedstrijd. Op 10 maart 2012 boekte Kong in Moskou haar eerste wereldbekerzege. Tijdens de wereldkampioenschappen freestyleskiën 2013 in Voss eindigde de Chinese als elfde op het onderdeel aerials.
In Kreischberg nam Kong deel aan de wereldkampioenschappen freestyleskiën 2015. Op dit toernooi eindigde ze als veertiende op het onderdeel aerials. Tijdens de Olympische Winterspelen van 2018 in Pyeongchang veroverde ze de bronzen medaille op het onderdeel aerials.

## Resultaten

### Olympische Spelen
| Jaar | Plaats      | Resultaten |
| ---- | ----------- | ---------- |
| 2018 | Pyeongchang | Aerials    |

### Wereldkampioenschappen
| Jaar | Plaats      | Resultaten  |
| ---- | ----------- | ----------- |
| 2011 | Deer Valley | 5e Aerials  |
| 2013 | Voss        | 11e Aerials |
| 2015 | Kreischberg | 14e Aerials |

### Wereldbeker
Eindklasseringen
| Seizoen   | Algm | AE  |
| --------- | ---- | --- |
| 2010/2011 | 43e  | 15e |
| 2011/2012 | 17e  | 6e  |
| 2012/2013 | 127e | 26e |
| 2013/2014 | 34e  | 10e |
| 2014/2015 | 36e  | 10e |
| 2015/2016 | 50e  | 13e |
| 2016/2017 | 139e | 27e |
| 2017/2018 | 53e  | 12e |
| 2019/2020 | 34e  | 6e  |

Wereldbekerzeges
| Datum            | Plaats | Onderdeel |
| ---------------- | ------ | --------- |
| 10 maart 2012    | Moskou | Aerials   |
| 20 december 2015 | Peking | Aerials   |